# Listă de filme franceze din 2007
Aceasta este o listă de filme franceze din 2007:
| 2007                                                              |                                  |                                                                                                  |                  | |
| 7 Ans                                                             | Jean-Pascal Huttu                | Bruno Todeschini                                                                                 | Drama            | 2 awards at Seattle International Film Festival and Valencia Festival of Mediterranean Cinema                     |
| Le Beurre et l'argent du beurre                                   | Alidou Badini, Philippe Baqué    |                                                                                                  | Documentary      | Jury Grand Prize at the International Environmental Film Festival of Niamey                                       |
| Ensemble, c'est tout (Hunting and Gathering)                      | Claude Berri                     | Audrey Tautou                                                                                    | Drama            | |
| Persepolis                                                        | Marjane Satrapi                  | Chiara Mastroianni                                                                               | Animation        | Golden Globe Award nom., 8 wins, 10 nom.                                                                          |
| La Vie En Rose / 'La Môme''                                       | Olivier Dahan                    | Marion Cotillard, Gérard Depardieu                                                               | Biopic           | 31 wins & 34 nomnations, inc. 2 Academy Awards, 4 BAFTA Awards, 5 César Awards Is A French/Canadian co-production |
| Le Scaphandre et Le Papillon / 'The Diving Bell & The Butterfly'' | Julian Schnabel                  | Mathieu Amalric, Emmanuelle Seigner, Marie-Josée Croze                                           | Biopic           | 4 Academy Award nominations (including best director).                                                            |
| Hot Fuzz                                                          | Edgar Wright                     | Simon Pegg, Nick Frost                                                                           | Comedy           | |
| À l'intérieur / 'Inside''                                         | Alexandre Bustillo, Julien Maury | Béatrice Dalle, Alysson Paradis                                                                  | Horror           | Won Carnet Jove Jury Award at the Sitges - Catalonian International Film Festival                                 |
| Les Chansons D'Amour                                              | Christophe Honoré                | Louis Garrel, Ludivine Sagnier, Clotilde Hesme, Grégoire Leprince Ringuet and Chiara Mastroianni | Musical          | One of the 20 films running for the Featured Films competition at the 2007 Cannes Film Festival.                  |
| The Last Mistress                                                 | Catherine Breillat               |                                                                                                  |                  | Entered into the 2007 Cannes Film Festival                                                                        |
| Vent mauvais / 'Ill Wind aka Before the Storm''                   | Stéphane Allagnon                | Jonathan Zaccaï, Aure Atika, Bernard Lecoq                                                       |                  | |
| The Grocer's Son (Le fils de l'épicier)                           | Eric Guirado                     | Nicolas Cazalé Clotilde Hesme Daniel Duval                                                       | Drama            | |
| Hellphone                                                         | James Huth                       | Jean-Baptiste Maunier, Jean Dujardin, Édouard Collin                                             | Comedy horror    | |
| A Secret                                                          | Claude Miller                    | Cécile De France, Patrick Bruel, Ludivine Sagnier, Julie Depardieu                               | Drama            | |
| Boxes                                                             | Jane Birkin                      | Jane Birkin, Geraldine Chaplin, Michel Piccoli                                                   |                  | |
| Heartbeat Detector (La Question humaine)                          | Nicolas Klotz                    | Mathieu Amalric, Michael Lonsdale, Edith Scob                                                    | Drama            | |
| 99 Francs                                                         | Jan Kounen                       | Jean Dujardin, Jocelyn Quivrin                                                                   | Satire           | Based on a novel with the same title written by Frédéric Beigbeder                                                |
| Before I Forget                                                   | Jacques Nolot                    | Jacques Nolot, Marc Rioufol, Lyes Rabia, Albert Mainella                                         | Drama            | |
| Taxi 4                                                            | Gérard Krawczyk                  | Samy Naceri, Frédéric Diefenthal, Emma Wiklund                                                   | Comedy           | |
| Roman de Gare                                                     | Claude Lelouch                   | Dominique Pinon, Fanny Ardant, Audrey Dana, Zinedine Soualem                                     |                  | |
| Boarding Gate                                                     | Olivier Assayas                  | Asia Argento, Michael Madsen, Carl Ng, Kelly Lin, Kim Gordon, Sondra Locke                       | Thriller         | The film premiered 18 May at the 2007 Cannes Film Festival                                                        |
| Water Lilies                                                      | Céline Sciamma                   | Pauline Acquart, Louise Blachère, Adele Haenel                                                   | Drama            | First film of Céline Sciamma                                                                                      |
| Actrices                                                          | Valeria Bruni Tedeschi           | Valeria Bruni Tedeschi, Noémie Lvovsky, Mathieu Amalric, Louis Garrel, Valeria Golino            |                  | Prix Spécial du Jury in the Un Certain Regard section of the 2007 Cannes Film Festival                            |
| Jacquou le Croquant                                               | Laurent Boutonnat                | Gaspard Ulliel, Léo Legrand, Marie-Josée Croze, Albert Dupontel                                  | Historical drama | Based on the novel by Eugène Le Roy                                                                               |
| Molière                                                           | Laurent Tirard                   | Romain Duris, Laura Morante, Ludivine Sagnier                                                    | Historical drama | |
| Terror's Advocate                                                 | Barbet Schroeder                 |                                                                                                  | Documentary      | About the lawyer Jacques Vergès                                                                                   |